# Carl-Gustaf Jahnsson
Carl-Gustaf Hallberg Jahnsson, född 29 juli 1935 i Engelbrekts församling, Stockholm, död 21 oktober 1994 i Adolf Fredriks församling, Stockholm, var en svensk silversmed och formgivare.
Jahnsson studerade för Sigurd Persson 1952–1957 och i Wien 1957–1958 samt i Frankrike 1962–1963. Han etablerade en egen silververkstad 1963.  För Hornsbergskyrkan utförde han en nattvardskalk i silver och för domkyrkan i Linköping skapade han skulpturen Livets träd. Som formgivare var han anlitad av bland annat Ikea där han formgav bestickserien Dragon  och servisen Rondo.
Jahnsson medverkade i ett flertal konsthantverksutställningar. Han är representerad vid Nationalmuseum, Postmuseum, Designarkivet, Norrköpings konstmuseum, Röhsska museet  och Norsk Folkemuseum. Han är gravsatt i minneslunden på Bromma kyrkogård.